# Спеццано-Альбанезе
Спеццано-Альбанезе (італ. Spezzano Albanese, сиц. Spezzanu Arvanise) — муніципалітет в Італії, у регіоні Калабрія,  провінція Козенца.
Спеццано-Альбанезе розташоване на відстані близько 410 км на південний схід від Рима, 90 км на північ від Катандзаро, 45 км на північ від Козенци.
Населення — 7032 особи (2014).
Щорічний фестиваль відбувається Martedì dopo il giorno della Pasqua. Покровитель — Madonna delle Grazie.

## Демографія
Населення за роками:

Станом на 1 січня 2023 року в муніципалітеті офіційно проживало 356 іноземців з 23 країн, серед них 214 громадян країн Євросоюзу та 7 громадян України.

## Сусідні муніципалітети
- Кассано-алло-Йоніо
- Кастровілларі
- Корильяно-Калабро
- Сан-Лоренцо-дель-Валло
- Тарсія
- Терранова-да-Сібарі